# Лариса
Вижте пояснителната страница за други значения на Лариса.
Ла̀риса (на гръцки: Λάρισα) е град в Централна Гърция, център на дем Лариса, ном Лариса и на област Тесалия. Населението му е около 164 381 души (2021 г.).

## География
Лариса е град, разположен на средищно място и в северния край на лариското поле в плодородната равнина на географската област Тесалия. Надморската височина, на която е разположен, е 67 м. Северно от града преминава най-голямата река в района – Пеней. Източно от Лариса минава важната автомобилна магистрала Солун-Атина, част от европейски път Е75. Свързан е и с железопътна линия със Солун и Атина. Най-близко разположеното летище е край град Неа Анхиалос на Волоския залив. Лариса е важен гарнизонен град. В него е разположен щабът на 1-ва армия (включваща основната част от сухопътните сили), а в близост се намира най-голямото гръцко военно летище (авиобаза Лариса). В него са разположени щабът на Тактическото авиационно командване на гръцките ВВС, както и щабът на НАТО за съвместни операции (на който оперативно е подчинен Центърът за въздушни операции на българските ВВС, откакто България е член на Северноатлантическия пакт). Самият град Волос с удобното си пристанище отстои на около 52 км югоизточно от Лариса. На изток градът се свързва с удобни автомобилни пътища с другите два града в областта – Трикала и Кардица.

## История
Лариса е древен град. В района на Лариса са открити следи от палеолитно селище, но данните показват, че то не е имало някакво особено значение за развитата култура в района. Околностите на Лариса са изключително плодородни и затова още от дълбока древност са се ползвали за земеделие.
За името Лариса се смята, че произлиза от пределинското племе пеласги. Изобщо другото име на района Лариса Пеласгия, което е доста разпространено име за пеласгските градове, носи спомена за някогашните си обитатели. Добавката е за отграничение от другата Лариса Кремаста. Самата дума лариса означава на старогръцки твърдина. Заедно със съседните Аргиса и Атра образувал в античната тесалийска тетрархия – Пеласги триполис. Главен град на Пеласгиотида.
Според Херодот, основател на Лариса е митичният Алеф Червения от аристократичния род Алевади. Впоследствие една издънка на този род – Скопади, застава начело на други два града в Антична Тесалия – Кранон и Фарсала. Борбата за власт, която започнала в Тесалия в края на 5 век пр.н.е. между тираните на Фере и управляваните на север от Алевадите градове, довела в крайна сметка до присъединяване на Тесалия към Древна Македония. Северно от Лариса, и отвъд Пеней, се намирали три полиса на Пераебия – Милас, Киретис и Фалана, всички те подчинени и влезли в състава първо на Римската република, а после и на Римската империя. По римско време Тесалия не е самостоятелна римска провинция, а по правило част от Македония.
През средновековието градът почти непрестанно е в пределите на Византия. В Тесалия обаче се заселва славянското племе велезити, артефакт от което събитие са фигурите от Велестино. През 12 век при управлението на Самуил градът попада за известно време в ръцете на Първата българска държава. През 14 век, не за дълго, градът с околността му са под властта на царете Иван Асен II и Стефан Душан, а след това попадат и в ръцете на каталанската компания.
Лариса е град, свързан с историята на Първата българска държава – там са родени две български царици, плод на династични бракове с управляващата българска царска династия на Комитопулите: Агата, съпруга на цар Самуил и Ирина, омъжена за Гаврил Радомир.
Градът и околността му са завладени за Османската империя от скопския санджакбей – Турахан бей, и остават в ленно владение на сина му Тураханоглу Омер – санджакбей на Трикала. През 15 век естествен център на Тесалия е Трикала. По това време османците основават Тирнавос, който е в непосредствено съседство на север от гръцката Лариса. В периода 17 – 18 век Тирнавос е главен град на Османска Тесалия, като в годините 1814 – 1816 Вели паша издига свой сарай в южния край на Тирнавос, който изгаря в 1822 г.
След т.нар. гръцка война за независимост, новообразуваното кралство Гърция е застопорено териториално на линията Арта-Волос. Дефинираната през 1844 г. мегали идея е насочена основно към завоюването на Тесалия и в по-малка степен на Епир, като отключващ фактор за придобиване и на Македония. Това се случва въз основа на двустранни османо-гръцки преговори в Цариград, след Санстефанския мирен договор, и като своеобразен бонус за Гърция, тъй като тя запазила неутралитет спрямо Високата порта по време на освобождението на България.
В хода на първата гръцко-турска война и балканските войни, в гръцка Тесалия с център вече Лариса, е базирана тесалийска армия, която след края на ВСВ е трансформирана в Първа гръцка армия. Начело на тесалийската армия е винаги и неизменно гръцкия държавен глава – крал на Гърция.
По време на ВСВ, и след успешното приключване на операция Марита, Лариса с цяла Тесалия са в италианската окупационна зона. Тук се разполага 24-та италианска дивизия „Пенероло“, с личен състав основно от Абруцо. В Лариса е разположен щабът на дивизията и 18-и артилерийски полк (в запас). След като Мусолини е арестуван и Бадолио сключва сепаративен мир със западните съюзници, дивизията „Пинероло“ е изцяло разоръжена от формированията на ЕЛАС, като цялото ѝ бойно снаряжение преминава при партизаните. Британското близкоизточно командване е вбесено от този факт, но няма как да противодейства, тъй като в Тесалия няма части на ЕДЕС. Това е причината по силата на процентно споразумение, британско-американски части да отвоюват Тесалия от партизаните – по време на гражданската война в страната.

## Известни личности
Родени в Лариса
- Кампаспа
- царица Агата – българска царица, съпруга на цар Самуил;
- царица Ирина – българска царица, съпруга на цар Гаврил Радомир;
- Михалис Зьогас (р. 1962) – гръцки футболилст;
- Теофанис Гекас (р. 1980) – гръцки футболилст.
- Давид Сякис, лекар, андартски деец

Починали в Лариса
- Дамян Нови

## Побратимени градове
- Банска Бистрица, Словакия
- Белци, Молдова
- Ноксвил (Тенеси), САЩ
- Рибник (град), Полша
- Стара Загора, България

## Галерия
- Изгледи
- Централен площад
- Общинска галерия
- Диахронен музей
- Археологически музей

- Парк Алказар
- Входът
- Езерото
- Фонтаните
- Мостът

- Храмове
- Свети Ахил 
(Агиос Ахилиос)